# Djebel Haroun
Pour les articles homonymes, voir Haroun.
Le djebel Haroun (en arabe : جبل هارون, « mont d'Aaron ») est une montagne de Jordanie, probablement connue dans la Bible sous le nom de mont Hor (en Hébreu: הֹר הָהָר, Hor Ha-Har), lieu de la mort du grand prêtre Aaron.

## Le mont Hor dans la Bible
Le mont Hor est décrit, dans le livre des Nombres, comme le lieu de la mort d'Aaron, frère de Moïse et premier grand prêtre des Hébreux. Il aurait perdu la vie sur les flancs de la montagne à l'âge de 123 ans. Il ne doit pas être confondu avec un autre mont Hor, situé bien plus au nord (peut être identifiable au mont Hermon).
Si l'identification du mont Hor au Djebel Haroun est très ancienne, datant de l'époque de Flavius Josèphe, elle a été parfois remise en question au début du XXe siècle.
Néanmoins, le sanctuaire construit à la fin du XIIIe siècle au-dessus de la présumée tombe d'Aaron reste un important lieu de pèlerinage, notamment pour les bédouins et les juifs des environs.

## Géographie
Le massif de grès rouge culmine à 1 396 mètres d'altitude, dominant à l'ouest la vallée de l'Arabah et à l'est de la cuvette de Pétra. C'est le plus important sommet à proximité de la cité antique, et il est aisément reconnaissable à la vue du sanctuaire étincelant qui coiffe son sommet principal. Il offre un point de vue réputé, en particulier sur le site de Pétra et sur le Deir.